# Aaron Connolly
Aaron Anthony Connolly (Galway, 28 gennaio 2000) è un calciatore irlandese, attaccante del Leyton Orient.

## Caratteristiche tecniche
Di piede destro, ricopre il ruolo di centravanti, e può giocare sia da riferimento centrale che con una punta al suo fianco. Brevilineo, è dinamico, rapido nei movimenti e dotato di buona tecnica e fiuto del goal, tanto che è bravo ad anticipare i centrali avversari. Dispone anche di ottima personalità, tanto che prova giocate difficili sotto pressione, oltre a essere bravo nel proteggere la palla.

## Carriera

### Club
Ha esordito in Premier League il 31 agosto 2019 disputando con il Brighton l'incontro perso 4-0 contro il Manchester City. Segna le sue prime reti tra i professionisti il 4 ottobre, alla quinta presenza col Brighton, nel clamoroso successo per 3-0 contro il Tottenham dove realizza una doppietta; nella stessa partita era anche partito per la prima volta da titolare in carriera.
Il 2 gennaio 2022 si trasferisce in prestito al Middlesbrough.
Il 14 luglio 2022 viene ceduto in prestito al Venezia.
Il 6 gennaio 2023, dopo appena 5 presenze con il club veneto, il Brighton lo richiamerà dal prestito, salvo poi  riprestarlo, stavolta all'Hull City.
Il 2 agosto 2023 fa ritorno all'Hull, questa volta a titolo definitivo.

### Nazionale
Dopo avere rappresentato le selezioni giovanili Under-17, Under-19 e Under-21 dell'Irlanda, il 5 ottobre 2019, a seguito della doppietta contro il Tottenham, viene convocato per la prima volta in Nazionale maggiore (nonostante lui fosse stato convocato dall'Under-21), con cui debutta alla prima occasione utile nel pareggio per 0-0 contro la Georgia rilevando al 79' James Collins.

## Statistiche

### Presenze e reti nei club
Statistiche aggiornate al 27 maggio 2024.
| Stagione         | Squadra          | Campionato       | Campionato | Campionato | Coppe nazionali | Coppe nazionali | Coppe nazionali | Coppe continentali | Coppe continentali | Coppe continentali | Altre coppe | Altre coppe | Altre coppe | Totale | Totale | Totale |
| Stagione         | Squadra          | Comp             | Pres       | Reti       | Comp            | Pres            | Reti            | Comp               | Pres               | Reti               | Comp        | Pres        | Reti        | Pres   | Reti   |        |
| ---------------- | ---------------- | ---------------- | ---------- | ---------- | --------------- | --------------- | --------------- | ------------------ | ------------------ | ------------------ | ----------- | ----------- | ----------- | ------ | ------ | ------ |
| 2017-2018        | Brighton         | PL               | 0          | 0          | FACup+CdL       | 0+1             | 0               |                    | -                  | -                  |             | -           | -           | 1      | 0      |        |
| 2018-gen.2019    | Brighton         | PL               | 0          | 0          | FACup+CdL       | 0+1             | 0               |                    | -                  | -                  |             | -           | -           | 1      | 0      |        |
| gen.-apr.2019    | Luton Town       | FL1              | 2          | 0          | FACup+CdL       | 0               | 0               |                    | -                  | -                  | EFLT        | 0           | 0           | 2      | 0      |        |
| 2019-2020        | Brighton         | PL               | 24         | 3          | FACup+CdL       | 1+2             | 0+1             |                    | -                  | -                  |             | -           | -           | 27     | 4      |        |
| 2020-2021        | Brighton         | PL               | 17         | 2          | FACup+CdL       | 0               | 0               |                    | -                  | -                  |             | -           | -           | 17     | 2      |        |
| 2021-gen. 2022   | Brighton         | PL               | 4          | 0          | FACup+CdL       | 0+2             | 0+2             |                    | -                  | -                  |             |             |             | 6      | 2      |        |
| Totale Brighton  | Totale Brighton  | Totale Brighton  | 45         | 5          |                 | 7               | 3               |                    | -                  | -                  |             | -           | -           | 52     | 8      |        |
| gen.-giu. 2022   | Middlesbrough    | FLC              | 19         | 2          | FACup+CdL       | 2+0             | 0               |                    | -                  | -                  |             |             |             | 21     | 2      |        |
| 2022-gen. 2023   | Venezia          | B                | 5          | 0          | CI              | 0               | 0               |                    | -                  | -                  |             |             |             | 5      | 0      |        |
| gen.-giu. 2023   | Hull City        | FLC              | 5          | 2          | FACup           | 1               | 0               |                    | -                  | -                  |             |             |             | 6      | 2      |        |
| 2023-2024        | Hull City        | FLC              | 28         | 8          | FACup+CdL       | 1+1             | 0               |                    | -                  | -                  |             |             |             | 30     | 8      |        |
| Totale Hull City | Totale Hull City | Totale Hull City | 33         | 10         |                 | 3               | 0               |                    | -                  | -                  |             | -           | -           | 36     | 10     |        |
| Totale carriera  | Totale carriera  | Totale carriera  | 104        | 17         |                 | 12              | 3               |                    | -                  | -                  |             | -           | -           | 116    | 20     |        |

### Cronologia presenze e reti in nazionale
| Cronologia completa delle presenze e delle reti in nazionale ― Irlanda | Cronologia completa delle presenze e delle reti in nazionale ― Irlanda | Cronologia completa delle presenze e delle reti in nazionale ― Irlanda | Cronologia completa delle presenze e delle reti in nazionale ― Irlanda | Cronologia completa delle presenze e delle reti in nazionale ― Irlanda | Cronologia completa delle presenze e delle reti in nazionale ― Irlanda | Cronologia completa delle presenze e delle reti in nazionale ― Irlanda | Cronologia completa delle presenze e delle reti in nazionale ― Irlanda |
| Data                                                                   | Città                                                                  | In casa                                                                | Risultato                                                              | Ospiti                                                                 | Competizione                                                           | Reti                                                                   | Note                                                                   |
| ---------------------------------------------------------------------- | ---------------------------------------------------------------------- | ---------------------------------------------------------------------- | ---------------------------------------------------------------------- | ---------------------------------------------------------------------- | ---------------------------------------------------------------------- | ---------------------------------------------------------------------- | ---------------------------------------------------------------------- |
| 12-10-2019                                                             | Tbilisi                                                                | Georgia                                                                | 0 – 0                                                                  | Irlanda                                                                | Qual. Euro 2020                                                        | -                                                                      | 79’                                                                    |
| 15-10-2019                                                             | Lancy                                                                  | Svizzera                                                               | 2 – 0                                                                  | Irlanda                                                                | Qual. Euro 2020                                                        | -                                                                      | 70’                                                                    |
| 3-9-2020                                                               | Sofia                                                                  | Bulgaria                                                               | 1 – 1                                                                  | Irlanda                                                                | UEFA Nations League 2020-2021 - 1º turno                               | -                                                                      |                                                                        |
| 6-9-2020                                                               | Dublino                                                                | Irlanda                                                                | 0 – 1                                                                  | Finlandia                                                              | UEFA Nations League 2020-2021 - 1º turno                               | -                                                                      | 77’                                                                    |
| 14-10-2020                                                             | Helsinki                                                               | Finlandia                                                              | 1 – 0                                                                  | Irlanda                                                                | UEFA Nations League 2020-2021 - 1º turno                               | -                                                                      | 80’                                                                    |
| 24-3-2021                                                              | Belgrado                                                               | Serbia                                                                 | 3 – 2                                                                  | Irlanda                                                                | Qual. Mondiali 2022                                                    | -                                                                      | 67’                                                                    |
| 1-9-2021                                                               | Faro                                                                   | Portogallo                                                             | 2 – 1                                                                  | Irlanda                                                                | Qual. Mondiali 2022                                                    | -                                                                      | 45+2’ 72’                                                              |
| 4-9-2021                                                               | Dublino                                                                | Irlanda                                                                | 1 – 1                                                                  | Azerbaigian                                                            | Qual. Mondiali 2022                                                    | -                                                                      | 46’                                                                    |
| 7-9-2023                                                               | Parigi                                                                 | Francia                                                                | 2 – 0                                                                  | Irlanda                                                                | Qual. Euro 2024                                                        | -                                                                      | 78’                                                                    |
| Totale                                                                 |                                                                        | Presenze                                                               | 9                                                                      |                                                                        | Reti                                                                   | 0                                                                      |                                                                        |

## Palmarès

### Club

#### Competizioni nazionali
- Football League One: 1

Luton Town: 2018-2019